# クイーンステークス
クイーンステークスは、日本中央競馬会（JRA）が札幌競馬場で施行する中央競馬の重賞競走（GIII）である。競馬番組表での名称は「北海道新聞杯 クイーンステークス（ほっかいどうしんぶんはい クイーンステークス）」と表記している。
寄贈賞を提供する北海道新聞社は、札幌市に本社を置きブロック紙の北海道新聞を発行する新聞社。2022年までは朝刊スポーツ紙道新スポーツ（現・DOSHIN SPORTS）も発行していた。
正賞は北海道新聞社賞。

## 概要
国営競馬時代の1953年（昭和28年）に4歳（現3歳）牝馬による重賞競走として創設されたのが始まり。その後施行場は東京競馬場と中山競馬場の間で幾度も変更されたのち、1980年から1999年は新潟競馬場で施行された1988年を除き、中山競馬場での施行が定着していた。この間、1991年からは優勝馬から3着馬までエリザベス女王杯の優先出走権が与えられ、1995年はエリザベス女王杯のトライアル競走、指定交流競走として行われ地方所属馬も出走が可能になった。同時に時事通信社が寄贈賞を提供し、正式名が「時事通信杯 クイーンステークス」と改められた。
1996年（平成8年）に秋華賞が新設された際、施行距離を芝1800mに変更し秋華賞のトライアル競走となった。
2000年（平成12年）の夏季競馬番組で、それまで6月阪神開催のマーメイドステークスから10月東京開催の府中牝馬ステークスまで重賞が設けられていなかった古馬牝馬競走体系整備の一環として、4歳（現3歳）以上の牝馬限定戦となり、レースの位置づけや性格はこれ以降大きく変わることとなった。同時に8月札幌開催の序盤戦を盛り上げる狙いで施行場を札幌競馬場に移設、寄贈賞も2002年（平成14年）より地元ブロック紙の北海道新聞と道新スポーツ（現・DOSHIN SPORTS）を発行する北海道新聞社に交代して、現在の形となった。時事通信社の寄贈賞は3月中山開催のフラワーカップに移行後、2005年（平成17年）限りで廃止となった。また9月中山開催における秋華賞トライアル競走としての役割は、同時に新設された『紫苑ステークス』に引き継がれた。
2009年から国際競走となり、外国馬も出走可能になった。

### 競走条件
以下の内容は、2024年現在のもの。
出走資格：サラ系3歳以上牝馬
- JRA所属馬
- 地方競馬所属馬（2頭まで）
- 外国調教馬（優先出走）

負担重量：別定
- 3歳52kg（開催日が8月1日以前の場合は51kg[注 2]）、4歳以上55kg
  - 2023年7月29日以降のGI競走1着馬3kg増、GII競走1着馬2kg増、GIII競走（牝馬限定競走を除く）1着馬1kg増
  - 2023年7月28日以前のGI競走1着馬2kg増、GII競走1着馬1kg増
  - （ただし2歳時の成績を除く）

### 賞金
2024年の1着賞金は3800万円で、以下2着1500万円、3着950万円、4着570万円、5着380万円。

## 歴史
- 1953年 - 4歳牝馬による重賞競走として創設され、東京競馬場の芝2000mで施行[4]。
- 1984年 - グレード制施行によりGIII[注 3]に格付け。
- 1995年
  - 名称を「時事通信杯 クイーンステークス」に変更（1999年まで）[4]。
  - 指定交流競走に指定され、地方競馬所属馬が出走可能になる。
  - エリザベス女王杯のトライアル競走に指定、3着以内馬に優先出走権を付与[4]。
- 1996年 - 秋華賞のトライアル競走に指定、3着以内馬に優先出走権を付与[4]。
- 2000年
  - 施行場を札幌競馬場に変更[4]。
  - 出走条件を「4歳以上牝馬」に変更[4]。
  - 特別指定交流競走に変更[4]。
- 2001年 - 馬齢表示を国際基準へ変更したことに伴い、出走条件を「3歳以上牝馬」に変更。
- 2002年 - 名称を「北海道新聞杯 クイーンステークス」に変更[4]。
- 2007年 - 日本のパートI国昇格に伴い、格付表記をJpnIIIに変更[4]。
- 2009年
  - 国際競走に指定され、外国調教馬が7頭まで出走可能となる[4]。
  - 格付表記をGIII（国際格付）に変更[4]。
- 2013年 - 札幌競馬場のスタンド改修工事のため、函館競馬場で施行。
- 2020年 - 新型コロナウイルスの感染拡大防止のため、「無観客競馬」として実施[7]。
- 2021年 - 東京オリンピックの男女マラソン及び競歩が札幌市で開催されることに伴う開催日程の調整により函館競馬場で施行。
- 2023年 - この年から負担重量を「グレード別定」に変更される。
- 2024年 - 「JRA70周年記念競走」の副称をつけて施行[8]。

### 歴代優勝馬
コース種別の記載がない距離は、芝コースを表す。
優勝馬の馬齢は、2000年以前も現行表記に揃えている。
| 回数   | 施行日         | 競馬場 | 距離  | 優勝馬             | 性齢 | タイム   | 優勝騎手   | 管理調教師 | 馬主                             |
| ------ | -------------- | ------ | ----- | ------------------ | ---- | -------- | ---------- | ---------- | -------------------------------- |
| 第1回  | 1953年10月4日  | 東京   | 2000m | チエリオ           | 牝3  | 2:06 4/5 | 阿部正太郎 | 田中和一郎 | 吉川英治                         |
| 第2回  | 1954年10月10日 | 東京   | 2000m | コマノハナ         | 牝3  | 2:07 1/5 | 古山良司   | 橋本輝雄   | 鈴木啓介                         |
| 第3回  | 1955年9月11日  | 東京   | 2000m | ブレツシング       | 牝3  | 2:04 2/5 | 保田隆芳   | 尾形藤吉   | 小野晃、豊島美王麿               |
| 第4回  | 1956年11月4日  | 中山   | 2000m | アカツキ           | 牝3  | 2:07 3/5 | 野平祐二   | 松山吉三郎 | 中内佐光                         |
| 第5回  | 1957年10月27日 | 中山   | 2000m | ミスセイハ         | 牝3  | 2:06 3/5 | 斎藤義美   | 稗田敏男   | 吉田権三郎                       |
| 第6回  | 1958年10月26日 | 東京   | 2000m | ミスマルサ         | 牝3  | 2:06 0/5 | 保田隆芳   | 古賀嘉蔵   | 木村健次                         |
| 第7回  | 1959年11月1日  | 東京   | 2000m | ミスヒガシオー     | 牝3  | 2:04.7   | 保田隆芳   | 大久保房松 | 坂本清五郎                       |
| 第8回  | 1960年10月30日 | 東京   | 2000m | チドリ             | 牝3  | 2:04.6   | 高橋英夫   | 鈴木信太郎 | 中村勝五郎                       |
| 第9回  | 1961年10月29日 | 東京   | 2000m | エゾコウザン       | 牝3  | 2:05.4   | 高松三太   | 矢倉玉男   | 高岸高恵                         |
| 第10回 | 1962年10月28日 | 東京   | 2000m | リユウゼツト       | 牝3  | 2:05.3   | 森安弘明   | 元石正雄   | 田中彰治                         |
| 第11回 | 1963年9月24日  | 東京   | 2000m | ミストヨペツト     | 牝3  | 2:03.0   | 伊藤竹男   | 久保田金造 | 上野健                           |
| 第12回 | 1964年9月23日  | 中山   | 2000m | フラワーウツド     | 牝3  | 2:04.3   | 保田隆芳   | 尾形藤吉   | 永田雅一                         |
| 第13回 | 1965年9月19日  | 中山   | 2000m | キクノスズラン     | 牝3  | 2:04.1   | 森安重勝   | 山岡寿恵次 | 田中弘                           |
| 第14回 | 1966年9月25日  | 東京   | 2000m | キヨシゲル         | 牝3  | 2:06.5   | 中島啓之   | 川上武一   | 北城勘次郎                       |
| 第15回 | 1967年10月15日 | 中山   | 2000m | メジロアサヒ       | 牝3  | 2:04.6   | 矢野一博   | 大久保末吉 | 北野ミヤ                         |
| 第16回 | 1968年10月27日 | 東京   | 2000m | ハードウエイ       | 牝3  | 2:04.9   | 小島太     | 柄崎義信   | 鈴木健司                         |
| 第17回 | 1969年10月19日 | 中山   | 2000m | メイジアスター     | 牝3  | 2:03.9   | 野平祐二   | 野平省三   | 鈴木四郎                         |
| 第18回 | 1970年9月20日  | 中山   | 2000m | ハーバーゲイム     | 牝3  | 2:02.9   | 野平祐二   | 野平省三   | 小川乕三                         |
| 第19回 | 1971年9月19日  | 中山   | 2000m | ポピーオンワード   | 牝3  | 2:03.2   | 大和田稔   | 二本柳俊夫 | 樫山ハル                         |
| 第20回 | 1972年9月17日  | 中山   | 2000m | タカイホーマ       | 牝3  | 2:03.5   | 樋口弘     | 仲住達弥   | 高井嘉輔                         |
| 第21回 | 1973年9月15日  | 中山   | 2000m | ヒダコガネ         | 牝3  | 2:03.2   | 沢峰次     | 松山吉三郎 | 下出源七                         |
| 第22回 | 1974年9月15日  | 東京   | 2000m | トウコウエルザ     | 牝3  | 2:01.0   | 嶋田功     | 仲住達弥   | 渡辺喜八郎                       |
| 第23回 | 1975年9月14日  | 中山   | 2000m | アンセルモ         | 牝3  | 2:03.1   | 坂井千明   | 諏訪富三   | 石川秀明                         |
| 第24回 | 1976年9月19日  | 東京   | 2000m | ニッショウダイヤ   | 牝3  | 2:01.4   | 岡部幸雄   | 鈴木清     | 勝又豊次郎                       |
| 第25回 | 1977年9月18日  | 東京   | 2000m | プリティーアカツキ | 牝3  | 2:01.3   | 増沢末夫   | 勝又忠     | 中内佐光                         |
| 第26回 | 1978年9月17日  | 東京   | 2000m | バンパサー         | 牝3  | 2:01.4   | 蛯沢誠治   | 野平富久   | （株）東牧場                     |
| 第27回 | 1979年9月16日  | 東京   | 2000m | ハザマファースト   | 牝3  | 2:00.8   | 大崎昭一   | 尾形藤吉   | 内山平蔵                         |
| 第28回 | 1980年9月14日  | 中山   | 2000m | タケノハッピー     | 牝3  | 2:00.8   | 大崎昭一   | 尾形藤吉   | 大沢良丈                         |
| 第29回 | 1981年9月13日  | 中山   | 2000m | スーパーファスト   | 牝3  | 2:02.4   | 中野栄治   | 久保田彦之 | 長島一民                         |
| 第30回 | 1982年9月19日  | 中山   | 2000m | ビクトリアクラウン | 牝3  | 2:02.0   | 嶋田功     | 稲葉幸夫   | 飯田正                           |
| 第31回 | 1983年9月18日  | 中山   | 2000m | スイートブレスト   | 牝3  | 2:04.8   | 佐藤照雄   | 田中和夫   | 渡辺君江                         |
| 第32回 | 1984年9月16日  | 中山   | 2000m | ハッピーオールトン | 牝3  | 2:01.6   | 中島敏文   | 藤本晋     | 小畑正雄                         |
| 第33回 | 1985年9月15日  | 中山   | 2000m | アサクサスケール   | 牝3  | 2:00.8   | 増沢末夫   | 佐藤征助   | 田原源一郎                       |
| 第34回 | 1986年9月14日  | 中山   | 2000m | ロイヤルシルキー   | 牝3  | 2:03.2   | 蛯沢誠治   | 中尾銑治   | （有）シルク                     |
| 第35回 | 1987年10月4日  | 中山   | 2000m | ストロングレディー | 牝3  | 2:01.9   | 的場均     | 内藤一雄   | 熊坂富寿雄                       |
| 第36回 | 1988年10月2日  | 新潟   | 2000m | フリートーク       | 牝3  | 2:04.0   | 増沢末夫   | 鈴木康弘   | （有）社台レースホース           |
| 第37回 | 1989年10月1日  | 中山   | 2000m | メジロモントレー   | 牝3  | 2:00.8   | 柴田政人   | 奥平真治   | （有）メジロ牧場                 |
| 第38回 | 1990年9月30日  | 中山   | 2000m | ウィナーズゴールド | 牝3  | 2:07.6   | 坂本勝美   | 伊藤正徳   | （有）坂東牧場                   |
| 第39回 | 1991年9月29日  | 中山   | 2000m | イナズマクロス     | 牝3  | 2:01.5   | 横山典弘   | 稗田研二   | 小泉賢悟                         |
| 第40回 | 1992年10月4日  | 中山   | 2000m | シンコウラブリイ   | 牝3  | 2:00.7   | 岡部幸雄   | 藤沢和雄   | 安田修                           |
| 第41回 | 1993年10月3日  | 中山   | 2000m | ユキノビジン       | 牝3  | 2:02.3   | 安田富男   | 久保田敏夫 | 荒井幸勝                         |
| 第42回 | 1994年10月2日  | 中山   | 2000m | ヒシアマゾン       | 牝3  | 2:02.9   | 中舘英二   | 中野隆良   | 阿部雅一郎                       |
| 第43回 | 1995年10月1日  | 中山   | 2000m | サクラキャンドル   | 牝3  | 2:01.8   | 小島太     | 境勝太郎   | （株）さくらコマース             |
| 第44回 | 1996年9月29日  | 中山   | 1800m | レインボークイーン | 牝3  | 1:50.6   | 本田優     | 星川薫     | （有）イーデン産業               |
| 第45回 | 1997年9月28日  | 中山   | 1800m | プロモーション     | 牝3  | 1:50.0   | 蛯名正義   | 和田正道   | （有）社台レースホース           |
| 第46回 | 1998年10月4日  | 中山   | 1800m | エアデジャヴー     | 牝3  | 1:48.6   | 横山典弘   | 伊藤正徳   | （株）ラッキーフィールド         |
| 第47回 | 1999年10月3日  | 中山   | 1800m | エアザイオン       | 牝3  | 1:48.2   | 岡部幸雄   | 藤沢和雄   | （株）ラッキーフィールド         |
| 第48回 | 2000年8月13日  | 札幌   | 1800m | トゥザヴィクトリー | 牝4  | 1:46.8   | 藤田伸二   | 池江泰郎   | 金子真人                         |
| 第49回 | 2001年8月12日  | 札幌   | 1800m | ヤマカツスズラン   | 牝4  | 1:47.4   | 池添謙一   | 池添兼雄   | 山田博康                         |
| 第50回 | 2002年8月11日  | 札幌   | 1800m | ミツワトップレディ | 牝5  | 1:48.1   | 千田輝彦   | 渡辺栄     | （株）高昌                       |
| 第51回 | 2003年8月17日  | 札幌   | 1800m | オースミハルカ     | 牝3  | 1:47.7   | 川島信二   | 安藤正敏   | 山路秀則                         |
| 第52回 | 2004年8月15日  | 札幌   | 1800m | オースミハルカ     | 牝4  | 1:47.5   | 川島信二   | 安藤正敏   | 山路秀則                         |
| 第53回 | 2005年8月14日  | 札幌   | 1800m | レクレドール       | 牝4  | 1:46.7   | 蛯名正義   | 池江泰郎   | （有）サンデーレーシング         |
| 第54回 | 2006年8月13日  | 札幌   | 1800m | デアリングハート   | 牝4  | 1:46.7   | 藤田伸二   | 藤原英昭   | （有）社台レースホース           |
| 第55回 | 2007年8月12日  | 札幌   | 1800m | アサヒライジング   | 牝4  | 1:46.7   | 柴田善臣   | 古賀慎明   | 寺内正光                         |
| 第56回 | 2008年8月17日  | 札幌   | 1800m | ヤマニンメルベイユ | 牝6  | 1:48.1   | 柴山雄一   | 栗田博憲   | 土井肇                           |
| 第57回 | 2009年8月16日  | 札幌   | 1800m | ピエナビーナス     | 牝5  | 1:48.2   | 古川吉洋   | 南井克巳   | 本谷兼三                         |
| 第58回 | 2010年8月15日  | 札幌   | 1800m | アプリコットフィズ | 牝3  | 1:47.6   | 武豊       | 小島太     | （有）社台レースホース           |
| 第59回 | 2011年8月14日  | 札幌   | 1800m | アヴェンチュラ     | 牝3  | 1:46.6   | 池添謙一   | 角居勝彦   | （有）キャロットファーム         |
| 第60回 | 2012年7月29日  | 札幌   | 1800m | アイムユアーズ     | 牝3  | 1:47.2   | 池添謙一   | 手塚貴久   | ユアストーリー                   |
| 第61回 | 2013年7月28日  | 函館   | 1800m | アイムユアーズ     | 牝4  | 1:49.4   | 戸崎圭太   | 手塚貴久   | ユアストーリー                   |
| 第62回 | 2014年8月3日   | 札幌   | 1800m | キャトルフィーユ   | 牝5  | 1:45.7   | 福永祐一   | 角居勝彦   | （株）ロードホースクラブ         |
| 第63回 | 2015年8月2日   | 札幌   | 1800m | メイショウスザンナ | 牝6  | 1:47.1   | 松田大作   | 高橋義忠   | 松本好隆                         |
| 第64回 | 2016年7月31日  | 札幌   | 1800m | マコトブリジャール | 牝6  | 1:47.7   | 四位洋文   | 鮫島一歩   | （株）ディアマント               |
| 第65回 | 2017年7月30日  | 札幌   | 1800m | アエロリット       | 牝3  | 1:45.7   | 横山典弘   | 菊沢隆徳   | （有）サンデーレーシング         |
| 第66回 | 2018年7月29日  | 札幌   | 1800m | ディアドラ         | 牝4  | 1:46.2   | C.ルメール | 橋田満     | 森田藤治                         |
| 第67回 | 2019年7月28日  | 札幌   | 1800m | ミッキーチャーム   | 牝4  | 1:47.0   | 川田将雅   | 中内田充正 | 野田みづき                       |
| 第68回 | 2020年8月2日   | 札幌   | 1800m | レッドアネモス     | 牝4  | 1:45.9   | 吉田隼人   | 友道康夫   | （株）東京ホースレーシング       |
| 第69回 | 2021年8月1日   | 函館   | 1800m | テルツェット       | 牝4  | 1:47.8   | C.ルメール | 和田正一郎 | （有）シルクレーシング           |
| 第70回 | 2022年7月31日  | 札幌   | 1800m | テルツェット       | 牝5  | 1:47.8   | 池添謙一   | 和田正一郎 | （有）シルクレーシング           |
| 第71回 | 2023年7月30日  | 札幌   | 1800m | ドゥーラ           | 牝3  | 1:46.7   | 斎藤新     | 高橋康之   | サイプレスホールディングス（同） |
| 第72回 | 2024年7月28日  | 札幌   | 1800m | コガネノソラ       | 牝3  | 1:47.4   | 丹内祐次   | 菊沢隆徳   | (有)ビッグレッドファーム         |
| 第73回 | 2025年8月3日   | 札幌   | 1800m | アルジーヌ         | 牝5  | 1:46.0   | 川田将雅   | 中内田充正 | （株）ロードホースクラブ         |